# Liste der Kulturgüter in Bubendorf
Die Liste der Kulturgüter in Bubendorf enthält alle Objekte in der Gemeinde Bubendorf im Kanton Basel-Landschaft, die gemäss der Haager Konvention zum Schutz von Kulturgut bei bewaffneten Konflikten, dem Bundesgesetz vom 20. Juni 2014 über den Schutz der Kulturgüter bei bewaffneten Konflikten sowie der Verordnung vom 29. Oktober 2014 über den Schutz der Kulturgüter bei bewaffneten Konflikten unter Schutz stehen.
Objekte der Kategorien A und B sind vollständig in der Liste enthalten, Objekte der Kategorie C fehlen zurzeit (Stand: 1. Januar 2023).

## Kulturgüter
| Foto | | Objekt                                                                                | Kat. | Typ | Standort                                               | Beschreibung |
| ---- | --- | ------------------------------------------------------------------------------------- | ---- | --- | ------------------------------------------------------ | ------------ |
| ja   | Datei hochladen · Wikidata zu Schloss Wildenstein (Q683552)                                                       | Schloss Wildenstein KGS-Nr.: 01408                                                    | A    | G   | Schloss Wildenstein 35, 36 622422 / 253303             |              |
| ja   | Datei hochladen · Wikidata zu Hotel Bad Bubendorf (Q29677645)                                                     | Hotel Bad Bubendorf KGS-Nr.: 01409                                                    | B    | G   | Kantonsstrasse 3 622885 / 256600                       |              |
| ja   | Datei hochladen · Wikidata zu Ehemaliger Dinghof (Q29677597)                                                      | Ehemaliger Dinghof KGS-Nr.: 01411                                                     | B    | G   | Hauptstrasse 52 622430 / 255601                        |              |
| BW   | Datei hochladen · Wikidata zu Hofgut Beuggenweid (Q29677630)                                                      | Hofgut Beuggenweid KGS-Nr.: 01412                                                     | B    | G   | Beuggen 48, 49 621680 / 254219                         |              |
| ja   | Datei hochladen · Wikidata zu Evangelisches-reformiertes Pfarrhaus (Q29677614)                                    | Evangelisch-reformiertes Pfarrhaus KGS-Nr.: 01413                                     | B    | G   | Hauptstrasse 62 622373 / 255506                        |              |
| ja   | Datei hochladen · Wikidata zu Schulhaus (Q29677661)                                                               | Schulhaus KGS-Nr.: 01414                                                              | B    | G   | Hintergasse 22 622490 / 255440                         |              |
| ja   | Datei hochladen · Wikidata zu Ruine Gutenfels (Q2175280)                                                          | Burgruine Gutenfels KGS-Nr.: 12100                                                    | B    | F   | 621740 / 252469                                        |              |
| ja   | Datei hochladen · Wikidata zu Afghanistan-Museum (Q383147)                                                        | Afghanistan-Institut (Archiv, Dokumentationsstelle) KGS-Nr.: 12101                    | B    | S   | Brühlstrasse 2 622470 / 255801                         |              |
| ja   | Datei hochladen · Wikidata zu Remise Waldenburgerli (historisches Rollmaterial der Waldenburgerbahn) (Q134610314) | Remise Waldenburgerli (historisches Rollmaterial der Waldenburgerbahn) KGS-Nr.: 12241 | B    | S   | Obere Hauensteinstrasse 21g / Wilweg 8 623441 / 255677 |              |
| BW   | Datei hochladen · Wikidata zu Krippen- und Spielzeugmuseum (Q27479930)                                            | Krippen- und Spielzeugmuseum KGS-Nr.: 12305                                           | B    | S   | Hintergasse 22 622483 / 255448                         |              |
| BW   | Datei hochladen · Wikidata zu Fileten, römischer Gutshof (Q134382589)                                             | Fileten, römischer Gutshof KGS-Nr.: 17092                                             | B    | F   | Fileten 623300 / 256300                                |              |